# TeX
TeX (на гръцки: τέχ, началото на думата на гръцки: τέχνη – изкуство, наука) е компютърен език за набиране на документи, особено популярен сред академичната общност, главно сред математиците, физиците и информатиците. Създаден е с две основни цели:
- да се намери начин за подготвяне за печат на книга, който да е по силите на всеки и чието качество да е на професионално ниво;
- така подготвените документи да изглеждат по един и същи начин, в настоящия момент и в бъдеще, на един или на друг компютър.

Много хора приемат ТеХ като най-добрия начин за набиране на математически формули, но той сега се използва и за много други цели, най-вече под производната му форма LaTeX или друг пакет от шаблони. В допълнение на това, TeX се разпространява безплатно.

## История
В края на 1970-те години Доналд Кнут започва разработването на ТеХ, а първата версия излиза след 1978 година. Кнут е подпомогнат от Гай Стийл, който пренаписва ядрото на ТеХ, така че използва езика под операционната система ITS. Първата версия на ТеХ е написана на програмния език SAIL.
Втората версия, TeX82, излиза през 1982 година. Във версия 3.0, за пръв път се използва 8-битова система за сканиране на входа, така че в ТеХ вече могат да се въвеждат 256 знака. Оттогава и започва новата номерация на версиите на ТеХ: ако се вземат номерата на версиите, и се подредят в числова редица, то тази редица би била сходяща, с граница в {\displaystyle +\infty } равна на {\displaystyle \pi }. Версията от декември 2002 е с номер 3.141592, а към всяка следваща версия ще се добавят следващите десетични знаци на пи. С това авторът подчертава, че вече са необходими само малки корекции към продукта, който е в общи линии готов.

## Синтаксис и възможности
Командите в ТеХ обикновено започват с наклонена черта – \, а параметрите им се задават с големи скоби – { }. TeX познава гръцките букви, огромна част от математическите символи, може да прави матрици, поддържа автоматично номериране на главите и параграфите, на фигурите и цитатите от библиографията. Изходният код е в текстов формат, и може да се разглежда с произволен текстов редактор, така че текстът на документа се набира директно. Вмъкването на формула в текста става, като кодът на формулата се огради с $, а ако формулата трябва да е на нов ред, тя се обгражда по този начин: \[ тук е формулата \]

## Примери
Вижте също Уикипедия:TeX
| Код | Резултат |
| <math> $-b \pm \sqrt{b^2 - 4ac} \over 2a$ </math> | {\displaystyle -b\pm {\sqrt {b^{2}-4ac}} \over 2a} |
| <math> $\sum \left(F\right) = \int\omega_0 dt$ </math> | {\displaystyle \sum \left(F\right)=\int \omega _{0}dt} |
| <math> \[\left\ {\begin{array}{lllcr} \xi ' =&\frac{dx'}{dt'} = \frac{\xi + \epsilon}{1 + \epsilon \xi}\\ \eta '=&\frac{dy'}{dt'} = \frac{\eta}{k(1 + \epsilon \xi)}\\ \zeta '=&\frac{\zeta}{k(1 + \epsilon \xi)} \end{array} \right. \] </math> | {\displaystyle \left\{{\begin{array}{lllcr}\xi '=&{\frac {dx'}{dt'}}={\frac {\xi +\epsilon }{1+\epsilon \xi }}\\\eta '=&{\frac {dy'}{dt'}}={\frac {\eta }{k(1+\epsilon \xi )}}\\\zeta '=&{\frac {\zeta }{k(1+\epsilon \xi )}}\end{array}}\right.} |